# Katsuragi Misato hōdō keikaku
Katsuragi Misato hōdō keikaku (葛城ミサト報道計画?) era un videogioco online pubblicato, esclusivamente per il mercato giapponese, dalla Bandai Namco per PlayStation 3. Era basato su Misato Katsuragi, personaggio della serie televisiva anime Neon Genesis Evangelion. Utilizzando un modello di accesso basato su abbonamento, il gioco poteva essere giocato su PlayStation Portable tramite Remote Play.

## Interfaccia
L'interattività includeva lo zoom avanti/indietro a 360° sensibile al movimento in tempo reale e la personalizzazione del personaggio (acconciatura). La personalizzazione avanzata (selezione del costume del personaggio, selezione dello scenario, ecc.) e i trofei PSN sono stati entrambi sbloccati con un abbonamento al servizio. Il gioco utilizzava animazioni cel-shaded in tempo reale di alta qualità per produrre immagini simili agli anime.
Come nella serie animata, la voce di Misato Katsuragi è stata interpretata da Kotono Mitsuishi. La musica di sottofondo incorporava brani di violino classico europeo. Il servizio è stato interrotto il 5 giugno 2010.